# Namir Abdel Messeeh
Namir Abdel Messeeh est un réalisateur né en 1974dans une famille copte (chrétiens d’Égypte).
Il sort diplômé de la Fémis en 2000. En 2012, son premier long métrage, La Vierge, les Coptes et moi..., conçu comme un mélange de documentaire et de comédie,  commence par une enquête sur des apparitions de la Vierge en Égypte.

## Filmographie

### Réalisateur et scénariste
- 2005 : Toi, Waguih (documentaire, court métrage)
- 2005 : Quelque chose de mal (fiction, court métrage)
- 2012 : La Vierge, les Coptes et moi...
- 2025 : La Vie après Siham

### Acteur
- 2012 : La Vierge, les Coptes et moi... : lui-même

## Distinctions
- 2012 : Nomination pour la meilleure fiction documentaire au Festival du film de TriBeCa[2]
- 2012 : Troisième prix au Panorama Audience Award de la Berlinale 2012[2]